# GT8–80C
A GT8–80C a Düwag gyár által 1989 és 1997 között gyártott villamos motorvonat. A vonat Karlsruhe és környéke S-Bahn forgalmát látta el. Mikor a városban bevezették az új motorvonatokat és hozzá az új közlekedési koncepciót, az eredmény a szakirodalomba mint Karlsruhei modell vonult be.

## Felépítmény
A GT6-80C-hez hasonlóan a szerkezeti elv is a DUEWAG által gyártott Stadtbahnwagen B sorozatú, magaspadlós kisvasúti járműből származik, és megegyezik a GT6-80C-vel. A GT8–80C abban különbözik, hogy kiegészítő középrésszel és Jakobs forgóvázzal rendelkezik. Ezáltal tíz méterrel hosszabb, 38,41 méteres lett. Szállításkor a kapacitás 24 ülő- és 33 állóhellyel 119 ülő- és 124 állóhelyre nőtt, szemben a harmadik sorozatba tartozó GT6-80C 94 ülő- és 91 állóhelyével. A két szállítási sorozatot a különböző középső részek különböztetik meg. A harmadik, 1989-ben leszállított sorozat ajtó nélküli középső részt kapott, tetőszéli üvegezéssel (panorámafülke), légkondicionálóval és szőnyeggel. A negyedik szállítási sorozat a gyorsabb utascsere érdekében ajtóval ellátott középső részt kapott. A tetőszéli üvegezés és a légkondicionálás ebből a szállítási sorozatból kimaradt.